# Калинин, Василий Григорьевич
Василий Григорьевич Калинин — советский хозяйственный, государственный и политический деятель.

## Биография
Родился в 1926 году. Член КПСС.
До 1943 — учащийся ремесленного училища, слесарь МТС.
В 1943—1950 — военнослужащий Советской Армии.
В 1950—1986 — машинист экскаватора угольного разреза, машинист экскаватора Черногорского угольного разреза треста «Хакасуголь» Красноярского края.
Депутат Верховного Совета СССР 7-го и 8-го созывов.
Жил в Черногорске.

## Награды
- Орден Ленина
- Орден Октябрьской Революции